# Delta do Rio Yangtzé

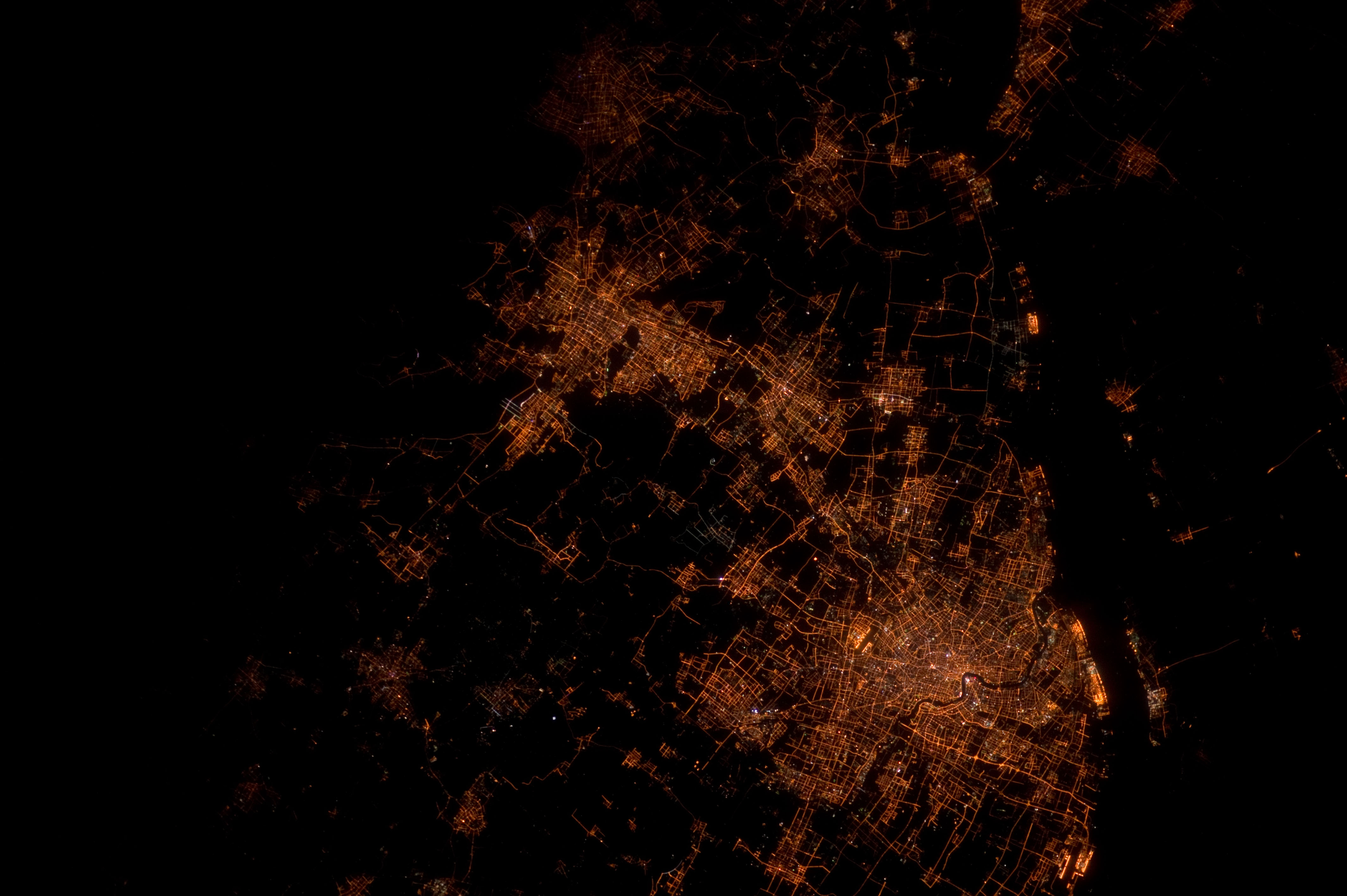
A conurbação do Delta do Rio Yangtzé possui 41 milhões de habitantes em sua área mais densa.

O Delta do Rio Yangtzé (ou Iangtzé, Yangtze, Chang Jiang, Rio Azul, Iansequião) é uma grande aglomeração urbana de 16 cidades nas margens do rio Yangtzé, na China. O seu principal centro é Xangai e sua população ultrapassa a marca dos 105 milhões de habitantes. É a segunda aglomeração urbana mais populosa do mundo, após a megalópole do Delta do Rio das Pérolas.